# Liste des îles du Firth of Forth
Cet article présente une liste des îles du fleuve Firth of Forth.
- Bass Rock
- Craigleith
- Cramond
- Eyebroughy
- Fidra
- Inchcolm
- Inchgarvie
- Inchkeith
- Inchmickery
- The Lamb
- May